# Nadużycie pozycji dominującej
Nadużycie pozycji dominującej – zakłócenie mechanizmów wolnej konkurencji przez przedsiębiorcę posiadającego pozycję ́dominującą na rynku właściwym.
Nadużywanie pozycji dominującej polega na:
- bezpośrednim lub pośrednim narzucaniu nieuczciwych cen, w tym cen nadmiernie wygórowanych albo rażąco niskich, odległych terminów płatności lub innych warunków zakupu albo sprzedaży towarów
- ograniczeniu produkcji, zbytu lub postępu technicznego ze szkodą dla kontrahentów lub konsumentów
- stosowaniu w podobnych umowach z osobami trzecimi uciążliwych lub niejednolitych warunków umów, stwarzających tym osobom zróżnicowane warunki konkurencji
- uzależnianiu zawarcia umowy od przyjęcia lub spełnienia przez drugą stronę innego świadczenia, niemającego rzeczowego ani zwyczajowego związku z przedmiotem umowy
- przeciwdziałaniu ukształtowaniu się warunków niezbędnych do powstania bądź rozwoju konkurencji
- narzucaniu przez przedsiębiorcę uciążliwych warunków umów, przynoszących mu nieuzasadnione korzyści
- podziale rynku według kryteriów terytorialnych, asortymentowych lub podmiotowych.